# Helman
Helman was een Zuid-Nederlandse adellijke familie.

## Geschiedenis
Jan Helman (1631-1711), licentiaat in de rechten, heer van Muylkercke, werd in 1660 in de adel verheven. "Voor zoveel als nodig" verklaarde de benoeming door koning Filips IV van Spanje, want in 1544 had keizer Karel V al een wapen goedgekeurd voor Jan Helman, een voorvader van de hier vermelde. Hij kocht de heerlijkheden van Willebroek en Ruisbroek en werd in 1661 vereerd met de titel baron van Willebroek.
In 1662 werd Jerôme Helman, oom van de voorgaande, tot ridder benoemd en in de adel bevestigd.
In 1785 werd door keizer Jozef II postuum de titel graaf toegekend aan Philippe Helman, heer van Termeeren, ten voordele van zijn weduwe Marie-Christine van Overstraeten, en eventuele afstammelingen. Deze Philippe Helman was een broer van Jan Helman - van Kerrebroeck.
Hij is niet te verwarren met het echtpaar Philippe Helman de Ferooz - du Bois de Fiennes en zijn familietak doofde uit in zijn kinderen.
- Jan Helman (17de E) werd lid van de Tweede stand van Brabant. Hij trouwde in 1655 met Elisabeth van de Wiele van de Werve (†1656) en hun opvolging was:
  - Jan Helman (1656-1694), die in 1681 trouwde met Marie Claris de Clermont (1660-1704).
    - Jan Helman (1688-1718), die in 1712 trouwde met Philippine de Nyekerke (1684-1768).
      - Jan Helman (1713-1781), die in 1747 trouwde met Adrienne van Kerrebroeck (1725-1790). Zij waren de ouders van Alexander en Henri Helman, hierna.

Jan Helman trouwde opnieuw in 1668 met Barbe van Wachtendonck en de opvolging was:
- Philippe Helman (1677-1749), die in 1715 trouwde met Barbe du Bois de Fiennes (1688-1758). Zij waren de ouders van Jean-Martial Helman de Ferooz, hierna.

## Alexandre Helman de Willebroek
Alexandre Joseph Gregoire Helman de Willebroeck (Brussel, 3 mei 1751 - 31 januari 1826) was een zoon van Jan-Baptist Louis Bonaventure Joseph Helman, baron van Willebroeck en heer van Ruysbroeck, en van Adrienne van Kerrebrock, van de burggraven van Grimbergen.
Zijn activiteiten tijdens de revolutiejaren en de Franse tijd zijn niet bekend. In 1816 behoorde hij tot de eersten die onder het Verenigd Koninkrijk der Nederlanden in de erfelijke adel werden erkend. Hij kon opnieuw de titel baron voeren en werd benoemd in de Ridderschap van de provincie Zuid-Brabant. In 1819 nam hij ontslag uit deze functie.
Zijn baronstitel was weliswaar overdraagbaar bij eerstgeboorte, maar Helman bleef vrijgezel, zodat zijn overlijden ook het einde betekende van deze familietak.

## Henri Helman van Grimbergen
Henri Marie Gérard Joseph Helman (Brussel, 21 april 1753 - 4 januari 1828), broer van Alexander voornoemd, was onder het ancien régime lid van de Tweede stand van Brabant en werd in 1782 door keizer Jozef II tot baron van Longueville verheven. Hij trouwde in 1794 in Taintignies met Marie-Thérèse le Clément de Taintignies (1777-1863). Kort na het huwelijk vluchtten ze voor de Franse troepen en emigreerden naar Würzburg.
Samen met zijn broer behoorde hij tot de eersten die onder het Verenigd Koninkrijk der Nederlanden in 1816 erkenning in de erfelijke adel verkregen, evenals opname in de Ridderschap van de provincie Zuid-Brabant. Hij kreeg de titel burggraaf, onder de naam Helman van Grimberghe, overdraagbaar bij eerstgeboorte. 
Het echtpaar kreeg drie zonen, van wie alleen de oudste, Louis Helman (1795-1870) trouwde. Zijn echtgenote was Sophie Lacuée de Cessac (1811-1870), dochter van de empiregraaf, luitenant-generaal en Frans minister van Staat, lid van de Académie française, Gérard Lacuée de Cessac (1752-1841) en van Louise du Blanc de Brantès. Hun oudste zoon, Roger Helman (1830-1879), die ongehuwd bleef, was diplomaat en werd bekend als filantroop. Ook de tweede zoon bleef ongehuwd. Deze familietak doofde uit bij de dood van Roger Helman in 1879.

## Jean Helman de Ferooz
Jean Martial Helman de Ferooz (ca. 1725-1821) was onder het ancien régime heer van Ferooz en Buzet, lid van de Tweede stand van de provincie Namen. Hij trouwde in 1745 met Marie-Antoinette Falize (1706-1770). Hun twee zoons stierven zonder nakomelingen.
Zoals zijn twee neven werd Jean-Martial in 1816 in de erfelijke adel erkend, voor hem met de titel baron, overdraagbaar bij eerstgeboorte. Hij werd ook benoemd in de Ridderschap van de provincie Namen.
De gegevens over Jean-Martial zijn gebaseerd op de genealogie van de familie Helman. Ze stellen nochtans vraagtekens betreffende de data, bij zover dat het niet moet onmogelijk geacht worden dat het om twee Jean-Martials ging, vader en zoon, die in de genealogie met elkaar zouden verward zijn.